# L6 WOMBAT
L6 WOMBAT (англ. Weapon Of Magnesium, Battalion, Anti Tank) — 120-мм безоткатное противотанковое орудие, использовавшееся в британской армии. По сравнению с первым серийным образцом L2 BAT, вес орудия был значительно снижен за счёт использования магниевых сплавов. «Вомбат» использовался мобильными отрядами, такими как десантники-парашютисты и морская пехота.
BAT был разработан на основе безоткатного 3,45-дюймового орудия, заменил его и 17-фунтовое орудие QF 17 и стал стандартным противотанковым вооружением британской армии в послевоенное время. Варианты орудия BAT и MoBAT (Mobile BAT) использовались пока их не заменили ПТУР, например Vickers Vigilant. WOMBAT оставался на вооружении противотанковых отрядов в Западном Берлине до конца 1980-х, где дополнял ПТРК MILAN — в связи с ожидаемой дистанцией боя в случае нападения со стороны ОВД. Кроме того наведение MILAN по проводу могло быть неудобным в условиях плотной городской застройки. «Вомбат» размещали в кузове автомобилей Land Rover, и предполагалось, что он будет использоваться в режиме «выстрелил и сбежал».
Стандартным снарядом «Вомбата» был бронебойно-фугасный снаряд, которым можно было выстрелить на расстояние до 1800 м. Он был эффективен против брони толщиной до 400 мм. Другие типы снарядов — это стандартный и модифицированный картечные снаряды. Последний разбрасывал стреловидные поражающие элементы. Оба снаряда могли использоваться против пехоты на открытой местности. Гильзы снарядов для BAT имели ломкое основание, и реактивная струя при выстреле вырывалась назад напрямую, через единственное отверстие.